# Aphrophora nagasawae
Aphrophora nagasawae är en insektsart som beskrevs av Matsumura 1907. Aphrophora nagasawae ingår i släktet Aphrophora och familjen spottstritar. Inga underarter finns listade i Catalogue of Life.